# Klaus-Dietrich Flade
Klaus-Dietrich Flade (Büdesheim, 23 augustus 1952) is een Duits voormalig ruimtevaarder. In 1990 werd hij samen met Reinhold Ewald geselecteerd om te trainen voor een missie naar het ruimtestation Mir.
Flade’s eerste en enige ruimtevlucht was Sojoez TM-14 en vond plaats op 17 maart 1992. Het was een Russische expeditie naar het ruimtestation Mir dat deel uitmaakte van het Sojoez-programma. 
In 1992 ging hij als astronaut met pensioen. Sinds 1995 werkt hij bij Airbus als testpiloot.